# Mirošovice u Prahy
Mirošovice u Prahy – przystanek kolejowy w miejscowości Mirošovice, w kraju środkowoczeskim, w Czechach. Znajduje się na linii 221 Praga – Benešov u Prahy, na wysokości 355 m n.p.m.. 

## Linie kolejowe
- 221: Praga – Benešov u Prahy